# Ion Radu
Ion Radu (* 1. April 1934 in Puchenii Mari, Kreis Prahova; † 1995 in Bukarest) war ein rumänischer Politiker der Rumänischen Arbeiterpartei PMR (Partidul Muncitoresc Român) und ab 1965 der PCR (Partidul Comunist Român), der unter anderem zwischen 1988 und 1989 Vize-Ministerpräsident war.

## Leben

### Berufliche Laufbahn und Gewerkschaftsfunktionär
Ion Radu besuchte von 1942 bis 1942 die Grundschule in seinem Geburtsort Puchenii Mari sowie im Anschluss von 1949 bis 1953 die Mittelschule für Erdöltechnik in Ploiești. Während dieser Zeit engagierte er sich von 1949 bis 1953 als Mitglied des Komitees des Jugendverbandes der Arbeiterpartei UTM (Uniunea Tineretului Muncitor) der Mittelschule für Erdöltechnik sowie zugleich als Instrukteur im UTM-Stadtkomitee von Ploiești. Nach einer darauf folgenden weiteren Ausbildung zwischen 1953 und 1954 am Institut für Erdöl und Gas in Bukarest war er als Bohrtechniker tätig und wurde 1954 Chefvermesser eines Betriebes in Târgu Jiu. 1956 wurde er als Mitglied in die Rumänische Kommunistische Partei PMR (Partidul Muncitoresc Român) aufgenommen. Er war zwischen 1956 und 1961 als Meister im Bohrtechnikbetrieb Nr. 4 in Craiova und im Anschluss von 1961 bis 1962 Vorsitzender des Komitees der Gewerkschaften des Bohrtechnikbetriebes.
Nachdem Radu von 1962 bis 1963 die Parteischule in Craiova besucht hatte, war er zwischen 1963 und 1965 Instrukteur für Arbeitsschutz beim Regionalen Gewerkschaftsrat von Oltenia. Im Anschluss fungierte er zwischen 1965 und 1966 als Präsident des Gewerkschaftsrates auf der Baustelle für das Wasserkraftwerk Eisernes Tor (Porțile de Fier) und zugleich Mitglied des Büros des Parteikomitees dieser Baustelle. Zugleich war er von 1965 bis 1966 erst Mitglied des Exekutivbüros sowie anschließend zwischen 1966 und März 1968 Präsident des Regionalen Gewerkschaftsrates von Oltenia. Zugleich gehörte er zwischen 1966 und März 1968 dem Büro des Parteikomitees der Region Oltenia als Mitglied an. Daraufhin fungierte er von März 1968 bis zum 18. Oktober 1971 als Präsident des Gewerkschaftsrates sowie als Mitglied des Büros des Parteikomitees im Kreis Mehedinți. Er war zwischen dem 18. Oktober 1971 und dem 14. Februar 1972 stellvertretender Leiter einer Abteilung der Rumänischen Allgemeinen Gewerkschaftsunion UGSR (Uniunea Generală a Sindicatelor din România) sowie danach vom 14. Februar 1972 bis 1974 Erster Sekretär des Stadtparteikomitees von Drobeta Turnu Severin, ehe er zwischen 1974 und dem 21. Februar 1978 Sekretär für Organisation des Parteikomitees im Kreis Mehedinți war. Während dieser Zeit absolvierte ein Studium an der Wirtschaftswissenschaftlichen Fakultät der Akademie für Sozial- und Politikwissenschaften „Ștefan Gheorghiu“, an der er 1976 einen Doktor der Wirtschaftswissenschaften erwarb.

### Parteifunktionär, ZK-Mitglied und ZK-Sekretär
Ion Radu war vom 21. Februar bis zum 21. Februar 1978 Instrukteur beim Zentralkomitees (ZK) sowie im Anschluss zwischen dem 21. August 1978 und dem 24. September 1979 Organisator und Sekretär des Parteikomitees des Hafen Constanța. Daraufhin fungierte er vom 13. September 1979 bis zum 11. August 1982 als Sekretär für Wirtschaft des Parteikomitees im Kreis Constanța sowie zugleich als Vizepräsident des Exekutivkomitees des Volksrates des Kreises Constanța. Danach fungierte er zwischen dem 11. August 1982 und dem 22. März 1984 Erster Sekretär des Parteikomitees im Kreis Dolj sowie in Personalunion als Präsident des Exekutivkomitees des Volksrates des Kreises Dolj. Auf einem Plenum des ZK wurde er am 18. Dezember 1982 Mitglied des ZK der PCR und gehörte diesem Gremium bis zum Sturz von Nicolae Ceaușescu im Zuge der rumänischen Revolution am 22. Dezember 1989 an. Auf einem weiteren ZK-Plenum wurde er am 24. März 1983 erstmals Kandidat des Politischen Exekutivkomitees des ZK und hatte diese Funktion bis zum 24. Juli 1985 inne. Zugleich wurde er auf dem ZK-Plenum vom 22. März 1984 zum ersten Mal Mitglied des Sekretariats des ZK der PCR und bekleidete auch diesen Posten bis zum 24. Juli 1985. Als solcher war er als ZK-Sekretär für Organisation auch zuständig für die ZK-Abteilung Organisation.

### Abgeordneter und Vize-Ministerpräsident
Radu wurde am 27. November 1984 des Weiteren Mitglied der Großen Nationalversammlung (Marea Adunare Națională) und vertrat dort zunächst den Wahlkreis Nr. 23 Bukarest-Chitila sowie zuletzt zwischen 1985 und 1989 den Wahlkreis Nr. 3 Arad-Sud. Daneben fungierte er zwischen dem 29. Juli 1985 und dem 5. Oktober 1987 als Erster Sekretär des Parteikomitees im Kreis Brașov sowie in Personalunion als Präsident des Exekutivkomitees des Volksrates des Kreises Brașov. Daraufhin wurde er am 5. Oktober 1987 Präsident des Zentralrates
der Arbeitskontrolle der wirtschaftlichen und sozialen Tätigkeiten und bekleidete diese Funktion bis zum 17. Oktober 1988. Auf dem Plenum des ZK am 5. Oktober 1987 wurde er zudem erneut Kandidat des Politischen Exekutivkomitees des ZK sowie abermals Mitglied des Sekretariats des ZK der PCR und hatte beide Funktionen bis zum 24. November 1989 inne. Im Mai 1988 wurde er außerdem Mitglied der Zentralkommission für die Organisation und die Modernisierung der Produktionsprozesse und Verwendung von Rohstoffen und Materialien, Mitglied der Zentralkommission für Verkehrsoptimierung sowie Mitglied der Zentralkommission für Systematisierung von Territorien und Orten, Verbesserung der Organisation und des Managements der Landwirtschaft. Er war ferner vom 13. Dezember 1986 bis zum 22. Dezember 1989 Mitglied des Ausschusses der Großen Nationalversammlung für Industrie, Wirtschaft und Finanzen.
Des Weiteren bekleidete Ion Radu vom 17. Oktober 1988 bis zum 22. Dezember 1989 im Kabinett Dăscălescu II die Posten als Vize-Ministerpräsident (Viceprim-ministru al Guvernului) sowie als Präsident des Verwaltungsrates der Tätigkeiten in den Bereichen Maschinenbau und Metallurgie. Zuletzt wurde er auf dem Vierzehnten Parteitag der PCR (20. bis 24. November 1989) Mitglied des Politischen Exekutivkomitees des ZK gewählt und gehörte auch diesem Gremium bis zum 22. Dezember 1989 an.
Für seine langjährigen Verdienste wurde Radu mehrfach ausgezeichnet und erhielt unter anderem 1968 den Orden der Arbeit Dritter Klasse (Ordinul Muncii), 1971 den Stern der Sozialistischen Republik Rumänien Vierter Klasse (Ordinul Steaua Republicii Socialiste România), 1972 den Orden Tudor Vladimirescu Zweiter Klasse (Ordinul Tudor Vladimirescu) und 1984 den Orden der Arbeit Erster Klasse.